# Martin Penc
Martin Penc (Praga, 21 de maig de 1957) va ser un ciclista txecoslovac, d'origen txec, que s'especialitzà en la pista. Va guanyar una medalla als Jocs Olímpics de 1980, i tres més als Campionats del Món.

## Palmarès en pista
- 1980
  -  Medalla de bronze als Jocs Olímpics de Moscou en Persecució per equips (amb Teodor Černý, Jiří Pokorný i Igor Sláma)
- 1986
  -  Campió del món en Puntuació amateur